# Семенки (Гайсинський район)
Семенки́ — село в Україні, в Гайсинському районі Вінницької області. Населення становить 338 осіб.
Село розташовується на правому березі Південного Бугу. Через село проходить дорога місцевого значення Брацлав — Нижча Кропивна. Нею можна потрапити на ту сторону річки, до залізничної зупинки «Семенки» і в Нижчу Кропивну. Поїздом тричі на тиждень можна потрапити у Вінницю (пенсіонерам — безкоштовно).